# Bijapur
Bijapur ou Vijayapura est une ville de l'État du Karnataka en Inde, chef-lieu du district homonyme.

## Géographie
Bijapur est située à 530 kilomètres au nord-ouest de Bangalore.
Elle est traversée par la route nationale 50.

## Histoire
La ville est très ancienne, fondée certainement avant 1074 sur un site urbain peut-être appelé Bijjanhalli, c'était la Vijayapura, la ville de la victoire, des Chalukya, qui donnera par déformation le nom actuel de la cité. Aux XIIe et XIIIe siècles, elle est la capitale de la dynastie de Yadava.
Vers la fin du XIIIe siècle, Bîjâpur tombe sous influence musulmane, celle tout d'abord d'Alâ ud-Dîn Khaljî, le sultan de Delhi, puis sous les Bahmanî de Bîdâr en 1347. Enfin, en 1481, Muhammad Laskrî Bahmanî III, un des Bahmanî, désigne Yusuf Âdil Khan comme gouverneur de Bîjâpur.
Yusuf Âdil Shâh est un esclave d'origine perse (fils du sultan ottoman Mourad II selon les historiens dépendant de la cour de Bijapur) entré au service de Mahmûd Gâwân, le vizir de Muhammad III.
Avec le déclin de la puissance de Bahmanî de Bîdâr, Yusuf déclare son indépendance en 1489 et devient ainsi le fondateur de la dynastie des Âdil Shâhî qui règne sur Bîjâpur jusqu'à son annexion par Aurangzeb en 1686.
La ville a été le siège d'une des écoles de miniatures, dites Dekkani. Active aux XVIe et XVIIe siècles, l'école de Bijapur se caractérise tout d'abord par un style d'inspiration persane avant d'imiter le style de Delhi, tout en conservant des éléments indiens typiques.

## Lieux et monuments
Bijapur a gardé un caractère fortement musulman et possède plusieurs bâtiments d'une certaine importance historique et architecturale qui sont sa principale attraction, parmi lesquels :
- le Gol Gumbaz : mausolée construit par Muhammad Âdil Shâh en 1650, un chef-d'œuvre de l'architecture islamique du Deccan,
- La Jami masjid : la construction en a été entamée par Alî Âdil Shâh et terminée par Aurangzeb.
- Le Asar Mahal : construit par Muhammad Âdil Shâh autour de 1646 pour servir de palais de justice, l'Asar Mahal abrite finalement des reliques (Asar ou Athar (أثر) en arabe) de Mahomet, une médersa et la bibliothèque royale des Âdil Shâhî, qui sera connue comme la Collection Bîjâpur.

Pattadakal, dans le district de Bijapur abrite un complexe de temples hindous, construits par les Chalukya et qui fait partie du patrimoine mondial de l'UNESCO.
Bîjâpur à donné son nom à une collection de manuscrits issus de cette ville, aujourd'hui disséminés dans des bibliothèques européennes.

## École de Bijapur (Miniature de Deccan)
Une des écoles miniatures de la province Deccan.